# Antigrella
Antigrella is een geslacht van hooiwagens uit de familie Sclerosomatidae.
De wetenschappelijke naam Antigrella is voor het eerst geldig gepubliceerd door Roewer in 1954. 

## Soorten
Antigrella is monotypisch en omvat slechts de volgende soort:
- Antigrella orissana